# Giovanni Marchini
Giovanni Marchini (Forlì, 3 dicembre 1877 – Forlì, 18 febbraio 1946) è stato un pittore italiano.

## Biografia
Figlio di Michele e di Clementa Manoni, nel 1890 emigrò con la famiglia in Argentina, da dove i Marchini rientrarono in Italia nel 1896. A Buenos Aires, un pittore non ancora identificato gli diede lezioni di disegno e lo incoraggiò a proseguire la sua formazione. Così, quando la famiglia, tornata in patria, si stabilì a Fiesole, Giovanni studiò belle arti a Firenze, avendo come maestro, tra gli altri, Giovanni Fattori, col quale rimase in rapporti anche negli anni successivi.
Dopo un anno di studio a Venezia, ricevette dal Comune di Forlì, città dove era rientrato con la famiglia, un sussidio per poter frequentare l'Accademia di Belle Arti di Roma.
Del 1901 è l'opera considerata il capolavoro della fase simbolista di Marchini, ossia Il cavallo narratore, grande olio su tela che sarà poi esposto, nel 1903, a Milano, suscitando notevole clamore. Il quadro è esplicitamente ispirato ad un racconto di Leone Tolstoj, Cholstomér.
Nel 1904, con i colleghi dell'Accademia di Belle Arti di Roma, il cagliaritano Antonio Ghisu e l'abruzzese Cesare Averardi, andò a Napoli, a piedi; vi si trattenne alcuni mesi e fu molto colpito dalle opere della scuola di Posillipo; infine, tornò nella sua città natale.
Temi suoi tipici sono la natura, tanto nel senso dei paesaggi quanto nel senso del rapporto tra animali e uomo, e la società, in particolare il mondo degli umili, colto sempre con partecipazione. Si notano sia elementi di verismo sia richiami al simbolismo.
Dopo aver affrescato il palazzo Paganelli Rivalta a Terra del Sole (1910-1911) e la cappella dedicata a sant'Antonio da Padova nella Chiesa di San Francesco a Forlì (1913), partì volontario per la prima guerra mondiale.
Di quest'esperienza ci restano lavori di piccola dimensione.
Dopo la guerra, ritornò alla pittura al cavalletto ma anche all'attività di affresco, ad esempio nella villa Masini a San Pietro in vincoli (1920).
Nel 1920, con don Tommaso Nediani, fondò il Cenacolo Artistico Forlivese.
Nel 1923 sposò la pittrice Vittoria Benatti (nata a Chiampo nel 1898 e morta a Forlì nel 1981), dalla quale ebbe due figli.
Sue opere furono esposte all'Esposizione Permanente di Milano nel 1922 ed all'Esposizione Biennale di Roma nel 1925.
Altri affreschi gli vennero commissionati per la villa Dettoni a San Pietro in Cariano (1928), presso Verona, e per la Cattedrale di San Pietro apostolo di Senigallia (1931).
Nel 1929, affascinato dai paesaggi appenninici, comprò la casa detta "il Raggio", sita nell'omonima località a due chilometri dal passo dei Mandrioli.
Tra le sue opere si possono anche ricordare le figurazioni allegoriche per il nuovo Palazzo delle Poste di Forlì, risalenti al 1932, e le decorazioni pittoriche, del 1939, per il reparto infantile e per le due cappelle del Sanatorio di Forlì (oggi Ospedale Morgagni Pierantoni).
Oltre che dipinti, eseguì anche opere con altre tecniche, dalla xilografia alle arti plastiche.
Dal 1939 cominciò a manifestare problemi cardiaci.
Giovanni Marchini morì a Forlì il 18 febbraio 1946.

## Opere

### Dipinti
- I vecchi del ricovero o Anziani in un ospizio (1899)
- Il cavallo narratore (1901)[1], dipinto ispirato ad un racconto (Cholstomér) di Lev Tolstoj, il quale espresse il suo apprezzamento per l'opera
- Processione sulla laguna (1903)
- La morte del pastore (1906), conservato nella Pinacoteca civica di Forlì
- Sciagura in mare (1909)
- Mala Pasqua (1916)
- La sosta (1917)
- Cadore (1918)
- Sentinella (1919), conservato nella Pinacoteca civica di Forlì
- Infortunio sul lavoro (1920), conservato nella Pinacoteca civica di Forlì
- Le monachine (1921) Città del Vaticano
- Donna con piccioni (1922), conservato nella Pinacoteca civica di Forlì
- Autoritratto col cane (1922), conservato nella Pinacoteca civica di Forlì
- Il mio viaggio estivo (1929)
- Stornellando (1929)[2]
- Sul terrazzo (1929)
- Le salmerie (1930)
- Il mercato di Senigallia (1931 circa)
- La stalla (1935)
- Il transito di San Francesco (1938)
- Dove è passata la guerra (1944)

### Altre tecniche
- Giordano Bruno, gesso dipinto (1906-1907)[3], nella Pinacoteca civica di Forlì
- Superstiti, terracotta dipinta sul Terremoto di Messina del 1908 (1908-1915), conservato nella Pinacoteca civica di Forlì
- Medaglione con ritratto di Benito Mussolini